# Parti monténégrin
Le Parti monténégrin (en serbe cyrillique : Црногорска партија ; en serbe latin : Crnogorska partija ; en abrégé : CP) est un parti politique serbe créé en 2008. Il a son siège à Novi Sad et est présidé par Nenad Stevović.
Le parti s'est donné comme but de défendre la minorité monténégrine en Serbie et constitue le premier parti politique à représenter politiquement cette minorité dans le pays.

## Activités électorales
Le Parti monténégrin (CP) est créé à l'occasion des élections législatives anticipées du 11 mai 2008 et il réussit à recueillir les 10 000 signatures nécessaires pour se présenter. Le parti constitue alors une liste de 85 candidats, sous la direction de Nenad Stevović, qui obtient 2 923 voix, soit 0,07 % des suffrages.
Lors des élections législatives du 6 mai 2012, le Parti monténégrin présente une liste de 52 candidats. La liste recueille 3 855 voix, soit 0,10 % de suffrages, ce qui ne lui permet pas d'envoyer de représentants à l'Assemblée nationale de la République de Serbie.

## Organisation
- Assemblée
- Président
- Vice-président
- Comité central
- Conseil